# Linhas de Sangue
Linhas de Sangue é um filme português do género de ação e de aventura, realizado por Manuel Pureza e Sérgio Graciano e produzido por António Gonçalves, Manuel Pureza e Sérgio Graciano. Estreia em Portugal a 26 de julho de 2018.
Este filme começou a ser desenvolvido a partir de uma ideia presente numa curta-metragem com o mesmo nome e autores.

## Sinopse
No meio de um Portugal que tem a sua ordem e paz ameaçadas, surgem heróis com a missão de melhorar o dia. Num filme, que é fortemente marcado pela ação e pelo humor, uma luta acontece entre os mais corajosos e os mais temidos.

## Elenco
- Kelly Bailey como Mulher Mistério
- Soraia Chaves como Glicínia
- Alba Baptista como Elsa Schneider
- José Fidalgo como Dino
- Lourenço Ortigão como Fagner
- Pedro Hossi como Melchior
- Paulo Pires como Alberto Queijas
- Bruna Quintas como Luciana
- Ricardo Carriço como Flávio
- David Chan Cordeiro como Segurança Presidente da República
- Dânia Neto como La-Salette
- Débora Monteiro como Porto Côvo
- Gabriela Barros como Aida Kreutz
- Catarina Furtado como Lia Barbosa
- José Mata como Paulo
- Miguel Raposo como Nelson Miranda
- Alfredo Brito como Chanceler
- Dinarte Branco como Presidente da República
- João Vicente como Renato
- Rodrigo Soares como Dionísio
- Martinho Silva como Dinis
- Tiago Teotónio Pereira como Norberto
- Luís Esparteiro como Leonardo Gama
- Joaquim Horta como Dr. Murta
- Rui Melo como José Cordeiro
- Marina Mota como Josefina
- José Raposo como Manuel Chança
- Daniela Macário como Segurança Chanceler
- João Baptista como Mercúrio
- Inês Rosado como Catarina Falcão
- Tomás Alves como Zé Miguel
- Cristina Homem de Mello como Kima
- João Craveiro como Carlos Bigorna
- Pedro Laginha como Arquimedes
- Alda Gomes como Edite Frias
- Ângelo Rodrigues como Jorge Mafra
- Isabel Figueira como Plácida
- Adriane Garcia como Pilar
- Fernando Pires como Igor
- Samuel Alves como Herr Otis
- Miguel Costa como Enfermeiro Castro
- António Simão como Camilo
- Noua Wong como Safira
- Luís Lobão como Sansão
- António Fonseca
- Sílvio Nascimento como Baltazar
- Diogo Valsassina como Paulo Jorge
- Cláudia Semedo
- Lialzio Vaz de Almeida como Gaspar
- Bruna Mannarino como Crowd Member
- Sérgio Silva como Comandante Carlos Ares
- Paulo Borges (Wuant) como ele mesmo
- Filomena Cautela como apresentadora do telejornal